# Hoplopleura trispinosa
Hoplopleura trispinosa – gatunek wszy z rodziny Hoplopleuridae, pasożytujący głównie na assapanie południowym (Glaucomys volans) należącym do rodziny wiewiórkowatych. Pasożytuje również na: Glaucomys sabrinus. Powoduje wszawicę.
Samica wielkości 1 mm, samiec mniejszy wielkości 0,75 mm. Wszy te mają ciało silnie spłaszczone grzbietowo-brzusznie. Samica składa jaja zwane gnidami, które są mocowane specjalnym "cementem" u nasady włosa. Rozwój osobniczy trwa po wykluciu się z jaja około 14 dni. Pasożytuje na skórze. Występuje na terenie Ameryki Północnej.